# James R. Schlesinger
James Rodney Schlesinger (15. februar 1929 – 27. marts 2014) var en amerikansk politiker. Han var mest kendt for sit arbejde som USA's forsvarsminister i perioden 1973-1975, hvor han tjente først under præsident Richard Nixon, derefter under Gerald Ford.